# I've Just Begun (Having My Fun)
«I've Just Begun (Having My Fun)» —en español: «Acabo de empezar (A divertirme)»— es una canción electro-funk interpretada por la cantante estadounidense Britney Spears e incluida originalmente como pista adicional de Walmart en su cuarto álbum de estudio, In the Zone (2003). La cantante la compuso junto con Michelle Bell, Henrik Jonback y el dúo sueco Bloodshy & Avant, el que además la produjo. En su letra una chica narra cómo conoció a un amante durante una noche de fiesta. El 17 de agosto de 2004 Jive Records la publicó en la tienda iTunes de Estados Unidos, donde sus ventas de descargas la hicieron ingresar a la lista Digital Tracks de Billboard, lo que luego le llevó a formar parte del primer álbum de grandes éxitos de la cantante, Greatest Hits: My Prerogative (2004) y, años más tarde, de la banda sonora de Bridesmaids (2011).

## Antecedentes
Al igual que «Showdown», «Toxic» y «Do Somethin'», «I've Just Begun (Having My Fun)» fue una de las canciones que el dúo sueco Bloodshy & Avant coescribió y produjo para In the Zone (2003). Sin embargo, la canción fue incluida como pista adicional exclusiva de las tiendas Walmart de Estados Unidos tras un acuerdo con Sony Connect, empresa responsable de la distribución de la música de Spears. Una vez que el acuerdo terminó a fines de 2003, Jive Records la incluyó como pista adicional de la edición europea del DVD In the Zone (2004) y la lanzó como descarga en iTunes en Estados Unidos, tienda que entonces cobraba fuerza como plataforma de ventas.
Su lanzamiento fue realizado el martes 17 de agosto de 2004 a través de iTunes y del servicio Rhapsody en un período en que Jive Records confirmó la publicación del primer álbum de grandes éxitos de la cantante, Greatest Hits: My Prerogative (2004), y su primer sencillo, «My Prerogative», versión también producida por Bloodshy & Avant. El acontecimiento llevó a diversos medios a especular erróneamente que se trataba de una canción inédita del álbum, cuyo listado de canciones era entonces desconocido y cuyo primer sencillo aún no era lanzado. El resultado fue una alta demanda por «I've Just Begun (Having My Fun)», la que rápidamente figuró entre las diez canciones más vendidas en iTunes, junto con sencillos como «Pieces of Me» de Ashlee Simpson y «Yeah!» de Usher con Lil Jon y Ludacris, y lo que llevó a la discográfica a incluirla en el grandes éxitos.

## Composición

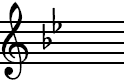
La canción está compuesta en la tonalidad sol menor.

«I've Just Begun (Having My Fun)» está compuesta en la tonalidad de sol menor con un tempo de 108 pulsaciones por minuto, mientras que el rango vocal de Spears abarca desde el nota alta sol3 hasta la nota grave mi bemol mayor5. La música incorpora guitarras y bajo junto con arreglos de cuerda y sintetizadores, mientras que su letra se refiere al encuentro de una chica con un hombre en una fiesta.

## Recepción crítica
«I've Just Begun (Having My Fun)» contó con una buena recepción de los críticos, quienes la compararon con «Hella Good» de No Doubt (2001). Stephen Thomas Erlewine de Allmusic además la catalogó de «muy buena» calidad y «mucho mejor» que varias canciones de Greatest Hits: My Prerogative. Opinión similar proporcionó Jennifer Vineyard de MTV, quien catalogó su estilo electro-groove como una «reminiscencia» de «Hella Good». Stephen Thomas Erlewine de Allmusic dijo que "los descartes de In the Zone son mejores que la mayoría de las canciones incluidas en el álbum". Annabel Leathes de BBC comentó que junto con "Do Somethin'" son "pistas robustas que sugieren que [Spears] todavía puede producir unos pocos número uno más antes de tomarse un tiempo para cantar canciones de cuna a sus crías". Por otro lado, Ann Powers de Blender la llamó "instantáneamente olvidable y biográficamente inexacta" y Mike McGuirk de Rhapsody señaló que "está a la altura de su mejor trabajo, "I'm a Slave 4 U" (2001)", mientras que Louis Pattison de New Musical Express sostuvo que la letra sonaba extraña y contraria al deseo de entonces de la cantante de formar una familia.

## Rendimiento comercial
En Estados Unidos debutó en el puesto número veintitrés de la lista Digital Tracks, la que sondea las canciones más vendidas de manera digital diferenciadas por versión. Lo anterior ocurrió en la edición del 4 de septiembre de 2004 de Billboard, cuando la lista tenía un poco más de un año y era la única publicación de ventas de descargas, las que entonces no eran consideradas en la principal lista de éxitos del país, la Billboard Hot 100. En suma, la canción permaneció durante dos semanas consecutivas en la publicación.

## Formatos
| Descarga digital |                                   |          |  |
| N.º              | Título                            | Duración |  |
| 1.               | «I've Just Begun (Having My Fun)» | 03:22    |  |

## Rankings

### Semanales
| País           | Ranking        | Primera semana | Posición de ingreso | Mejor posición | Semanas en la mejor posición | Semanas en el ranking | Última semana |
| -------------- | -------------- | -------------- | ------------------- | -------------- | ---------------------------- | --------------------- | ------------- |
| América        |                |                |                     |                |                              |                       |               |
| Estados Unidos | Digital Tracks | 04-09-2004     | 23                  | 23             | 1                            | 2                     | 11-09-2004    |